# Eduard Hager
Eduard Hager (* 17. Februar 1848 in Lennep; † 24. November 1901 in Berlin) war ein deutscher Fabrikant und Unternehmer.

## Leben

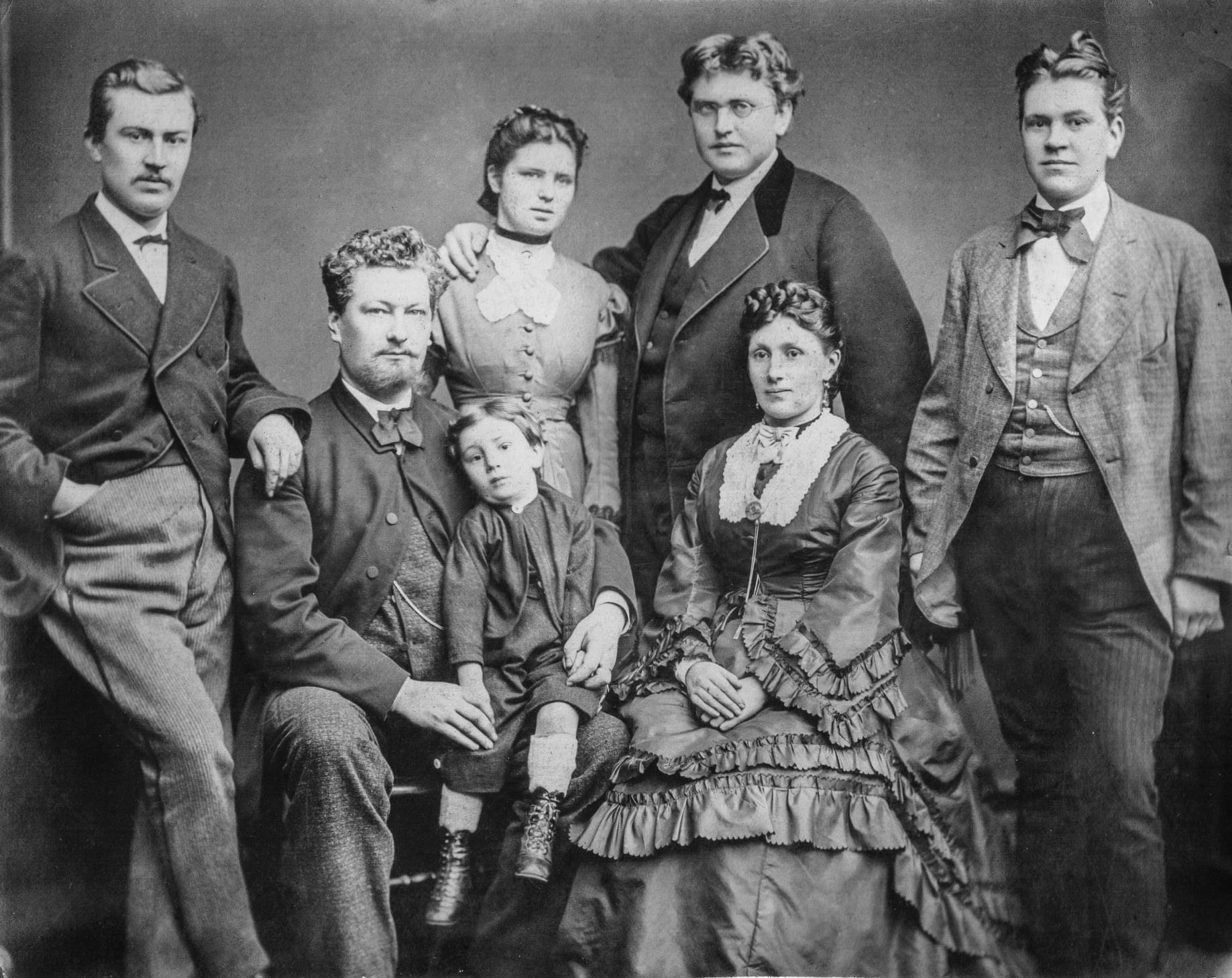
Eduard Hager (um 1873) ganz rechts

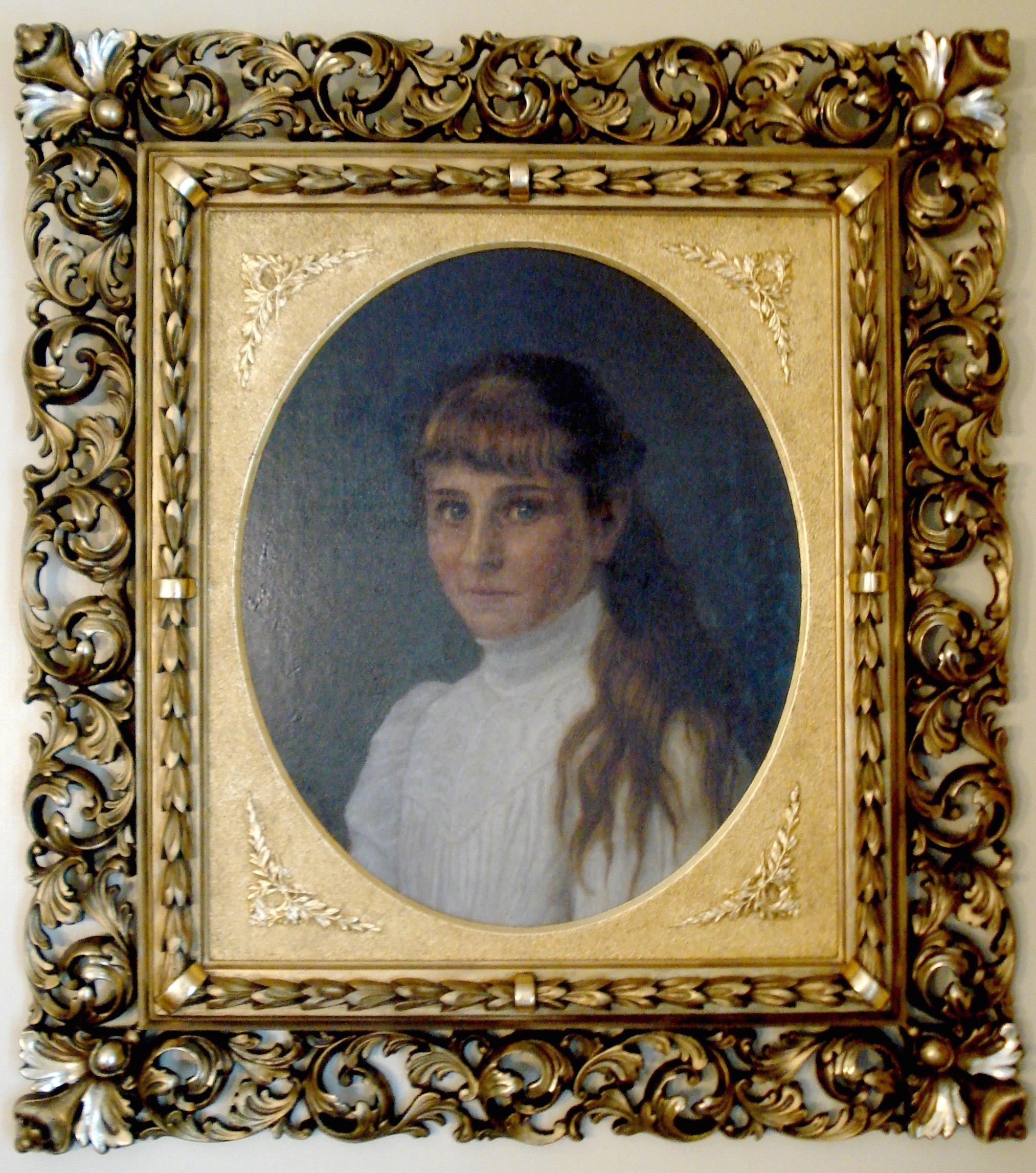
Ella Hager, Gemälde von Johannes Deiker (1894)

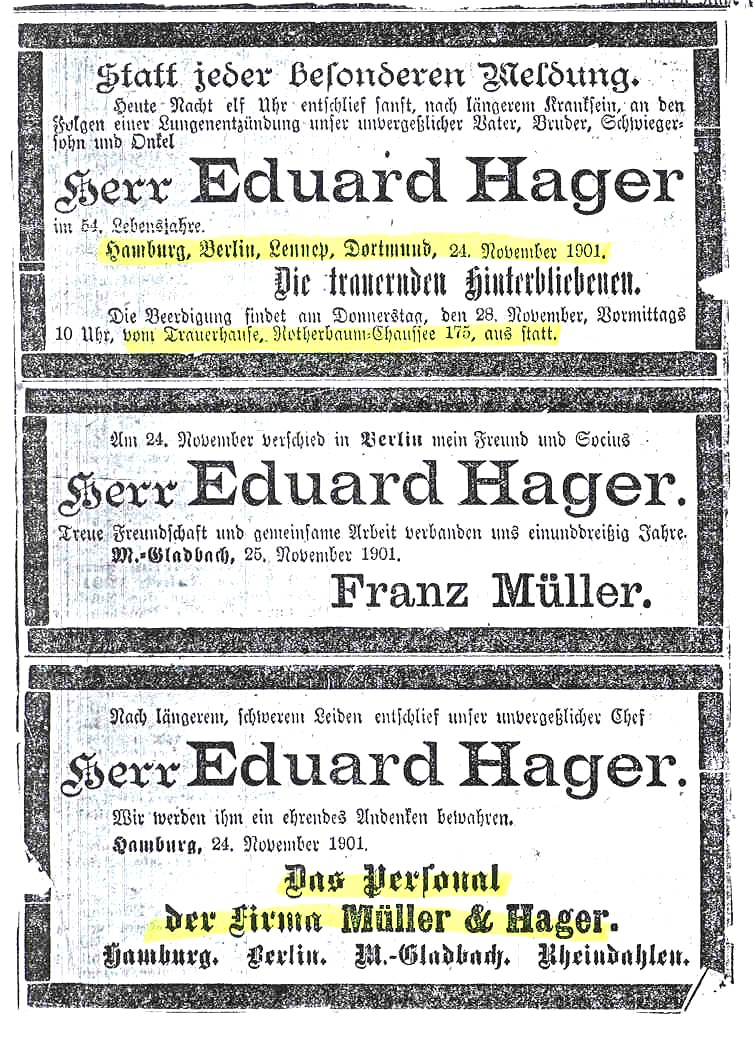
Traueranzeigen in der Hamburger Presse vom November 1901

Eduard Hager war der Sohn des Spinnereibesitzers Carl Anton Hager (1803–1878) und der Johanna Luise Kühner (1807–1880) aus Lennep. 
Hager vermählte sich am 24. Dezember 1873 mit der damals 19-jährigen Julie Wenker. Sie entstammte der alten Dortmunder Brauereifamilie Wenker, ihr Vater war Franz Heinrich Wenker (1825–1905), der maßgebliche Brauereigründer.
1875 kam in Mönchengladbach die erste Tochter zur Welt, Ella Hager. In der Folgezeit verlegten die Eheleute Eduard und Julie Hager ihren Lebensmittelpunkt nach Hamburg. Eduard Hager war in Hamburg Mitglied im „Verein der Großhändler der Manufacturwaren und verwandter Branchen“.  
Am 6. Dezember 1881 kam in Hamburg die zweite Tochter zur Welt, Margaret Julie Luise Hager (genannt Grete), und 1884 die dritte Tochter, Magdalene Hager.
An der Rothenbaumchaussee entstand 1889 die Privatvilla der Eheleute Eduard und Julie Hager.
Die Freunde der Familie gaben beim Glasmaler Hermann de Bruycker ein Glasfenster in Auftrag, das mit allerlei Lebensweisheiten ausgeschmückt war, wie zum Beispiel: 
- Hermann Bötterling: „Es muss auch solche Käuze geben“
- Heinrich Wenker: „Lerne, höre, schweige!“
- Carl Hager: „Wirb! Glück ist mürb!“
- August Schmidt: „Frisch geschafft hat’s Werck vollbracht!“
- Franz Müller: „Arbeit adelt!“
- Ewald Petersen: „Gradsinnig, frohsinnig“
- „Sursum Corda“ (deutsch: „Erhebet die Herzen“)
- Theodor Necker: „Leben ist Streben“
- Robert Schmitz: „Freundschaft, Liebe, Wahrheit“
- Jean Pierre Grevenig: „Gottes Segen allerwegen“
- A. Rauterkus: „Offen und geradeaus“
- Julius Meyer: „Deutscher Sinn in deutschem Haus“
- August Dietrich: „Fest allezeit in Freud und Leid“
- A. R. C. Hausenfelder: „Klug im Rath, stark in That“
- „Favete linguis Amici“ (deutsch: „Hütet eure Zunge, Freunde“), Horaz

### Familie
Am 30. November 1890 starb Julie Hager 36-jährig in Hamburg. Sie fand ihre letzte Ruhe auf dem Ohlsdorfer Friedhof. Die drei Töchter waren damals 15, 8 und 6 Jahre alt.
Der kunstinteressierte Eduard Hager erwarb kurz darauf von dem Düsseldorfer Tiermaler Johannes Deiker das Gemälde Junge Füchse am Bau (1996 durch einen Brand zerstört) und ließ von ihm 1893 seine verstorbene Gattin – wohl nach einer Fotografie – porträtieren.
1894 ließ Eduard Hager auch seine Töchter Ella (damals 19 Jahre alt) und Margaret (damals 13 Jahre alt) von Deiker in Öl malen; gerahmt wurden die Gemälde von Arthur Puffhahn, Meineckestr.10, Charlottenburg (Berlin).
Am 17. Februar 1898 vermählte sich die älteste Tochter Ella Hager mit Fritz Evertsbusch. Die Ehe blieb kinderlos. 
Am 4. November 1901 erlitt Eduard Hager in Berlin einen Herzinfarkt, an dem er im Alter von 53 Jahren verstarb.  
Sein Leichnam wurde am 27. November 1901 von Berlin aus nach Hamburg überführt. Begraben wurde er auf dem Ohlsdorfer Friedhof.
Die Tochter Margaret (Grete) Hager vermählte sich am 20. Oktober 1902 mit Otto Linde und lebte fortan in Baden-Baden. Aus der Ehe gingen die Kinder Horst Linde und Wilfried Linde hervor. 
Magdalene Hager verstarb im Jahr 1903 im Alter von 18 Jahren in Berlin.

## Unternehmen „Müller & Hager“

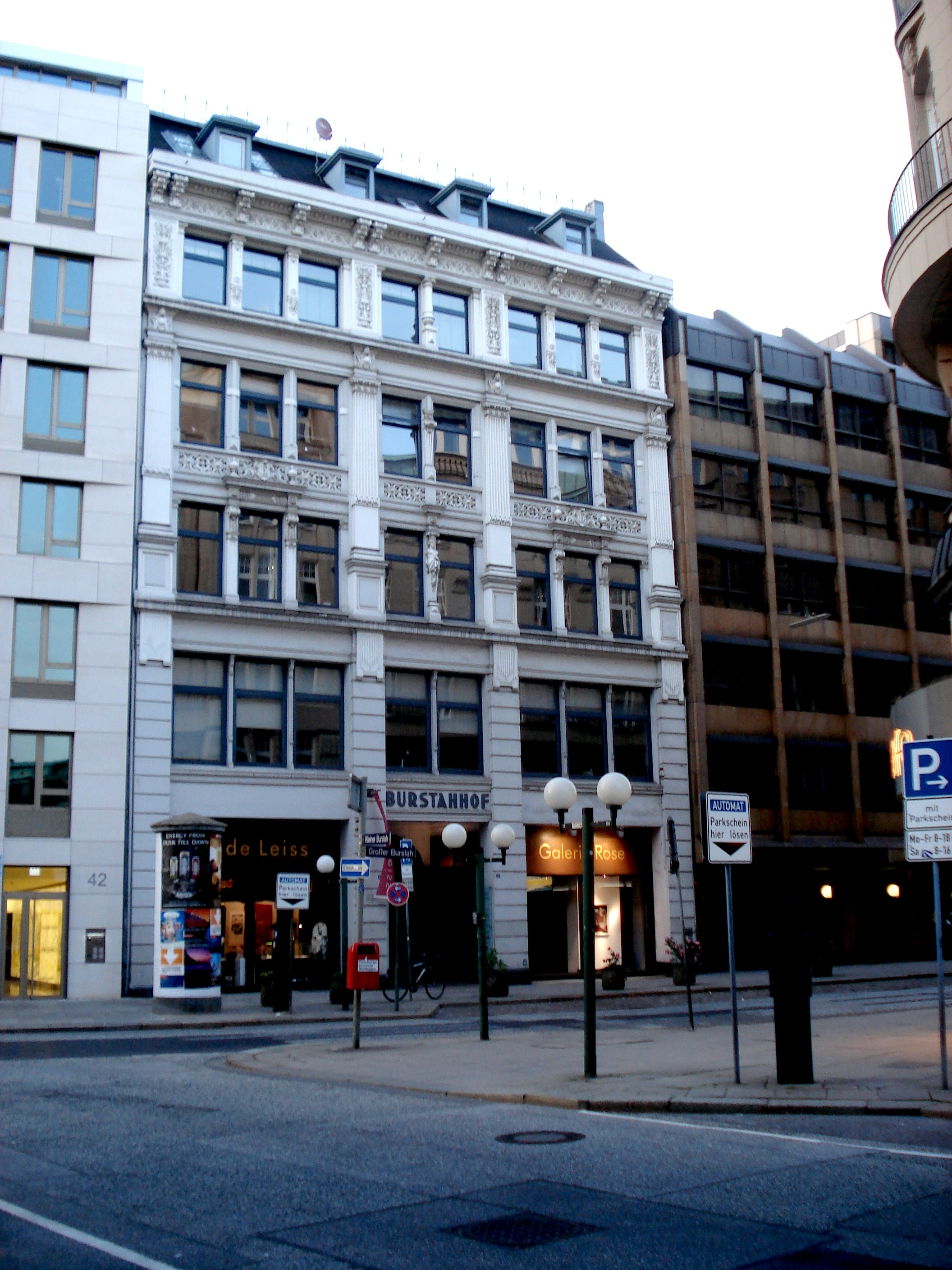
Burstahhof, Hamburg (2011)

Ab 1870 baute Eduard Hager zusammen mit seinem Geschäftspartner Franz Müller in Mönchengladbach und Rheindahlen mehrere Textilfabriken auf. In Hamburg wurde für die überseeischen Länder produziert und exportiert, in Berlin wurde feinere Kindergarderobe produziert und vertrieben. Das Unternehmen firmierte als „Müller & Hager“ mit Sitz in Hamburg, Berlin, Mönchengladbach und Rheindahlen. Zugehörig waren Geschäfte in Berlin, Stettin, Dortmund u. a.
1887/1888 entstand in Hamburg-Mitte das erste Kontorhaus, der „Burstahhof“. Architekten waren Ricardo Bahre & Carl Querfeld. Die Firma Müller & Hager nahm dort ihren Hamburger Sitz. In Berlin betrieb man in der Kaiser-Wilhelm-Straße die Buckskin-Confection. 
Die Kleiderfabriken „Müller & Hager“ gingen nach dem Zweiten Weltkrieg im Konzern von Herbert Tengelmann auf.